# 不再失去
《不再失去》（英語：Nothing Fails）是美國女歌手瑪丹娜在2003年10月26日發行的單曲，出自瑪丹娜第九張錄音室專輯《夢醒美國》（英語：American Life）之中。〈不再失去〉在告示牌舞曲榜獲得一週冠軍，成為瑪丹娜第32首冠軍舞曲。

## 歌曲

### 簡介
〈不再失去〉是《夢醒美國》專輯所推出第三首單曲，前面兩首分別為和專輯同名單曲〈夢醒美國〉（第37名）和〈好萊塢〉（未進入美國單曲榜）。
而有別於前兩首歌曲的曲風，〈不再失去〉是首節奏較平淡的抒情歌曲，旋律還談不上是特別的悅耳動聽，因此瑪丹娜在這首歌曲中添加了福音唱詩班的大合聲作為襯底音樂，欲打造出像〈宛如祈禱者〉般壯麗弦樂與磅礡氣勢。

### 成績
唱片公司並未替單曲〈不再失去〉拍攝音樂影片，而從上一首單曲〈好萊塢〉成為瑪丹娜出道以來第一首打不進單曲榜的歌曲來看，〈不再失去〉的成績應該也不會相差太遠。由於電台點播率一直持續低迷，因此〈不再失去〉也不意外的成了《夢醒美國》這張專輯中第二首無法進入流行榜的歌曲，不過它在舞曲榜上的表現仍舊出色，最高名次摘下了1週冠軍。

### 收錄
〈不再失去〉除收錄在2003年4月份發行的《夢醒美國》外，另外還收錄在瑪丹娜同年11月份發行的EP《神話再現混音迷你專輯》（英語：Remixed & Revisited）之中。